# Circotettix crotalum
Circotettix crotalum är en insektsart som beskrevs av Rehn, J.A.G. 1921. Circotettix crotalum ingår i släktet Circotettix och familjen gräshoppor. Inga underarter finns listade i Catalogue of Life.